# Tribus
Tribus – jednostka administracyjno-terytorialna, odgrywająca bardzo ważną rolę w antycznym, republikańskim Rzymie. Według tribus wymierzano podatki (tributum), określano cenzus i dokonywano zaciągu do wojska.
Pierwotnie istniały trzy tribus o rodowodzie plemiennym: Ramnes, Tities i Luceres (identyfikowane tradycyjnie – to znaczy na podstawie tekstu Liwiusza – jako odpowiednio Latynowie, Sabinowie i Etruskowie, ale identyfikacja ta nastręcza trudności i przyjmowana jest w zasadzie tylko z braku czegokolwiek lepszego).
Te trzy tribus zorganizowane były w 10 kurii po 10 rodów (gentes) każda i stanowiły oficjalny Populus Romanus Quiritium – co można przetłumaczyć jako naród rzymski.
Król Serwiusz Tuliusz dokonał podziału na 30 tribus terytorialnych: 4 miejskie (tribus urbanae)  i 26 wiejskich (tribus rusticae). W toku podbojów przez Rzym kolejnych  terytoriów liczba tribus dalej się zwiększała. Od 241 p.n.e. było ich 35: 4 miejskie i 31 wiejskich. I ta liczba  pozostała już niezmienną.
Mieszkańcy tribus gromadzili się na komicjach trybusowych.
W okresie pryncypatu tribus były podstawą organizacyjną w rozdziale żywności dla najuboższych obywateli rzymskich.